# Campeonato Neozelandês de Patinação Artística no Gelo
O Campeonato Neozelandês de Patinação Artística no Gelo (em inglês:  New Zealand Figure Skating Championships) é uma competição nacional anual de patinação artística no gelo da Nova Zelândia. Os patinadores competem em quatro eventos, individual masculino, individual feminino, duplas e dança no gelo, e em três níveis, sênior, júnior e novice. 
A competição determina os campeões nacionais e os representantes da Nova Zelândia em competições internacionais como Campeonato Mundial, Campeonato Mundial Júnior, Campeonato dos Quatro Continentes e os Jogos Olímpicos de Inverno.

## Edições
| Ano (Edição) | Cidade sede                                          | Sênior                                               | Sênior                                               | Sênior                                               | Sênior                                               | Ref                                                  |
| Ano (Edição) | Cidade sede                                          | M                                                    | F                                                    | P                                                    | D                                                    | Ref                                                  |
| ------------ | ---------------------------------------------------- | ---------------------------------------------------- | ---------------------------------------------------- | ---------------------------------------------------- | ---------------------------------------------------- | ---------------------------------------------------- |
| 1939–40      | Manorburn Dam                                        | •                                                    | •                                                    | –                                                    | –                                                    | [ 1 ]                                                |
| 1940– 1946   | Não houve competição devido a Segunda Guerra Mundial | Não houve competição devido a Segunda Guerra Mundial | Não houve competição devido a Segunda Guerra Mundial | Não houve competição devido a Segunda Guerra Mundial | Não houve competição devido a Segunda Guerra Mundial | Não houve competição devido a Segunda Guerra Mundial |
| 1946–47      |                                                      | •                                                    | •                                                    | •                                                    | •                                                    | [ 1 ]                                                |
| 1947–48      |                                                      | •                                                    | •                                                    | •                                                    | •                                                    | [ 1 ]                                                |
| 1948–49      |                                                      | •                                                    | •                                                    | •                                                    | •                                                    | [ 1 ]                                                |
| 1949–50      |                                                      | •                                                    | •                                                    | •                                                    | •                                                    | [ 1 ]                                                |
| 1950–51      |                                                      | •                                                    | •                                                    | •                                                    | •                                                    | [ 1 ]                                                |
| 1951–52      |                                                      | •                                                    | •                                                    | •                                                    | •                                                    | [ 1 ]                                                |
| 1952–53      |                                                      | •                                                    | •                                                    | •                                                    | •                                                    | [ 1 ]                                                |
| 1953–54      |                                                      | •                                                    | •                                                    | •                                                    | •                                                    | [ 1 ]                                                |
| 1954–55      |                                                      | •                                                    | •                                                    | •                                                    | •                                                    | [ 1 ]                                                |
| 1955–56      |                                                      | •                                                    | •                                                    | •                                                    | •                                                    | [ 1 ]                                                |
| 1956–57      |                                                      | •                                                    | •                                                    | •                                                    | •                                                    | [ 1 ]                                                |
| 1957–58      |                                                      | •                                                    | •                                                    | •                                                    | •                                                    | [ 1 ]                                                |
| 1958–59      |                                                      | •                                                    | •                                                    | •                                                    | •                                                    | [ 1 ]                                                |
| 1959–60      |                                                      | •                                                    | •                                                    | •                                                    | •                                                    | [ 1 ]                                                |
| 1960–61      |                                                      | •                                                    | •                                                    | •                                                    | •                                                    | [ 1 ]                                                |
| 1961–62      |                                                      | •                                                    | •                                                    | •                                                    | •                                                    | [ 1 ]                                                |
| 1962–63      |                                                      | •                                                    | •                                                    | •                                                    | •                                                    | [ 1 ]                                                |
| 1963–64      |                                                      | •                                                    | •                                                    | •                                                    | •                                                    | [ 1 ]                                                |
| 1964–65      |                                                      | •                                                    | •                                                    | •                                                    | –                                                    | [ 1 ]                                                |
| 1965–66      |                                                      | •                                                    | •                                                    | •                                                    | •                                                    | [ 1 ]                                                |
| 1966–67      |                                                      | •                                                    | •                                                    | •                                                    | •                                                    | [ 1 ]                                                |
| 1967–68      |                                                      | –                                                    | •                                                    | •                                                    | –                                                    | [ 1 ]                                                |
| 1968–69      |                                                      | •                                                    | •                                                    | •                                                    | •                                                    | [ 1 ]                                                |
| 1969–70      |                                                      | •                                                    | •                                                    | •                                                    | •                                                    | [ 1 ]                                                |
| 1970–71      |                                                      | –                                                    | •                                                    | –                                                    | –                                                    | [ 1 ]                                                |
| 1971–72      |                                                      | –                                                    | •                                                    | –                                                    | •                                                    | [ 1 ]                                                |
| 1972–73      |                                                      | –                                                    | •                                                    | –                                                    | •                                                    | [ 1 ]                                                |
| 1973–74      |                                                      | –                                                    | •                                                    | –                                                    | •                                                    | [ 1 ]                                                |
| 1974–75      |                                                      | –                                                    | •                                                    | •                                                    | •                                                    | [ 1 ]                                                |
| 1975–76      |                                                      | –                                                    | •                                                    | •                                                    | •                                                    | [ 1 ]                                                |
| 1976–77      |                                                      | •                                                    | –                                                    | •                                                    | •                                                    | [ 1 ]                                                |
| 1977–78      |                                                      | •                                                    | •                                                    | •                                                    | •                                                    | [ 1 ]                                                |
| 1978–79      |                                                      | •                                                    | •                                                    | –                                                    | •                                                    | [ 1 ]                                                |
| 1979–80      |                                                      | •                                                    | •                                                    | –                                                    | •                                                    | [ 1 ]                                                |
| 1980–81      |                                                      | •                                                    | •                                                    | –                                                    | •                                                    | [ 1 ]                                                |
| 1981–82      |                                                      | •                                                    | •                                                    | –                                                    | –                                                    | [ 1 ]                                                |
| 1982–83      |                                                      | •                                                    | •                                                    | –                                                    | –                                                    | [ 1 ]                                                |
| 1983–84      |                                                      | –                                                    | •                                                    | –                                                    | –                                                    | [ 1 ]                                                |
| 1984–85      |                                                      | –                                                    | •                                                    | –                                                    | •                                                    | [ 1 ]                                                |
| 1985–86      |                                                      | •                                                    | •                                                    | –                                                    | –                                                    | [ 1 ]                                                |
| 1986–87      |                                                      | •                                                    | •                                                    | –                                                    | •                                                    | [ 1 ]                                                |
| 1987–88      |                                                      | •                                                    | •                                                    | –                                                    | –                                                    | [ 1 ]                                                |
| 1988–89      |                                                      | –                                                    | •                                                    | –                                                    | –                                                    | [ 1 ]                                                |
| 1989–90      |                                                      | •                                                    | •                                                    | –                                                    | –                                                    | [ 1 ]                                                |
| 1990–91      |                                                      | •                                                    | •                                                    | –                                                    | –                                                    | [ 1 ]                                                |
| 1991–92      |                                                      | •                                                    | •                                                    | –                                                    | –                                                    | [ 1 ]                                                |
| 1992– 1993   | Não houve competição                                 | Não houve competição                                 | Não houve competição                                 | Não houve competição                                 | Não houve competição                                 | [ 1 ]                                                |
| 1993–94      |                                                      | –                                                    | •                                                    | –                                                    | –                                                    | [ 1 ]                                                |
| 1994–95      |                                                      | –                                                    | •                                                    | –                                                    | –                                                    | [ 1 ]                                                |
| 1995–96      |                                                      | –                                                    | •                                                    | –                                                    | –                                                    | [ 1 ]                                                |
| 1996–97      |                                                      | –                                                    | •                                                    | –                                                    | –                                                    | [ 1 ]                                                |
| 1997–98      |                                                      | –                                                    | •                                                    | –                                                    | •                                                    | [ 1 ]                                                |
| 1998–99      |                                                      | •                                                    | •                                                    | –                                                    | –                                                    | [ 1 ]                                                |
| 1999–00      | Queenstown                                           | •                                                    | •                                                    | –                                                    | –                                                    | [ 1 ]                                                |
| 2000–01      | Auckland                                             | •                                                    | •                                                    | –                                                    | –                                                    | [ 1 ]                                                |
| 2001–02      | Christchurch                                         | •                                                    | •                                                    | –                                                    | –                                                    | [ 1 ]                                                |
| 2002–03      | Gore                                                 | •                                                    | •                                                    | –                                                    | –                                                    | [ 1 ]                                                |
| 2003–04      | Auckland                                             | •                                                    | •                                                    | –                                                    | –                                                    | [ 1 ]                                                |
| 2004–05      | Queenstown                                           | •                                                    | •                                                    | –                                                    | –                                                    | [ 1 ]                                                |
| 2005–06      | Dunedin                                              | •                                                    | •                                                    | –                                                    | –                                                    | [ 1 ]                                                |
| 2006–07      | Auckland                                             | •                                                    | •                                                    | –                                                    | –                                                    | [ 1 ]                                                |
| 2007–08      | Christchurch                                         | •                                                    | •                                                    | –                                                    | –                                                    | [ 1 ]                                                |
| 2008–09      | Gore                                                 | •                                                    | •                                                    | –                                                    | –                                                    | [ 1 ]                                                |
| 2009–10      | Auckland                                             | •                                                    | •                                                    | –                                                    | –                                                    | [ 1 ]                                                |
| 2010–11      | Dunedin                                              | •                                                    | •                                                    | •                                                    | –                                                    | [ 1 ]                                                |
| 2011–12      | Gore                                                 | •                                                    | •                                                    | •                                                    | –                                                    | [ 1 ]                                                |
| 2012–13      | Auckland                                             | •                                                    | •                                                    | –                                                    | –                                                    | [ 1 ]                                                |
| 2013–14      | Dunedin                                              | •                                                    | •                                                    | –                                                    | •                                                    | [ 1 ]                                                |
| 2014–15      | Dunedin                                              | –                                                    | •                                                    | –                                                    | –                                                    | [ 1 ]                                                |
| 2015–16      | Auckland                                             | –                                                    | •                                                    | –                                                    | –                                                    | [ 2 ] [ 3 ]                                          |
| 2016–17      | Christchurch                                         | –                                                    | •                                                    | –                                                    | –                                                    | [ 4 ] [ 5 ]                                          |

## Lista de medalhistas

### Individual masculino
| Evento                           | Ouro                                                 | Prata                                                | Bronze                                               |
| Manorburn Dam 1939–40 (detalhes) | A. W. Robertson                                      | ?                                                    | ?                                                    |
| 1940–46                          | Não houve competição devido a Segunda Guerra Mundial | Não houve competição devido a Segunda Guerra Mundial | Não houve competição devido a Segunda Guerra Mundial |
| 1946–47 (detalhes)               | Brian Tufnail                                        | ?                                                    | ?                                                    |
| 1947–48 (detalhes)               | Ronald Hosken                                        | ?                                                    | ?                                                    |
| 1948–49 (detalhes)               | Tom Grigg                                            | ?                                                    | ?                                                    |
| 1949–50 (detalhes)               | Tom Grigg                                            | ?                                                    | ?                                                    |
| 1950–51 (detalhes)               | Tom Grigg                                            | ?                                                    | ?                                                    |
| 1951–52 (detalhes)               | Tom Grigg                                            | ?                                                    | ?                                                    |
| 1952–53 (detalhes)               | Jack Lyttle                                          | ?                                                    | ?                                                    |
| 1953–54 (detalhes)               | Tom Grigg                                            | ?                                                    | ?                                                    |
| 1954–55 (detalhes)               | John Dowling                                         | ?                                                    | ?                                                    |
| 1955–56 (detalhes)               | John Dowling                                         | ?                                                    | ?                                                    |
| 1956–57 (detalhes)               | Ivan McDonald                                        | ?                                                    | ?                                                    |
| 1957–58 (detalhes)               | John Dowling                                         | ?                                                    | ?                                                    |
| 1958–59 (detalhes)               | John Dowling                                         | ?                                                    | ?                                                    |
| 1959–60 (detalhes)               | Ivan McDonald                                        | ?                                                    | ?                                                    |
| 1960–61 (detalhes)               | Ivan McDonald                                        | ?                                                    | ?                                                    |
| 1961–62 (detalhes)               | Ivan McDonald                                        | ?                                                    | ?                                                    |
| 1962–63 (detalhes)               | Ivan McDonald                                        | ?                                                    | ?                                                    |
| 1963–64 (detalhes)               | Ivan McDonald                                        | ?                                                    | ?                                                    |
| 1964–65 (detalhes)               | Gerry Glover                                         | ?                                                    | ?                                                    |
| 1965–66 (detalhes)               | Gerry Glover                                         | ?                                                    | ?                                                    |
| 1966–67 (detalhes)               | Ivan McDonald                                        | ?                                                    | ?                                                    |
| 1967–68                          | Não houve disputa do individual masculino            | Não houve disputa do individual masculino            | Não houve disputa do individual masculino            |
| 1968–69 (detalhes)               | Murray Herriott                                      | ?                                                    | ?                                                    |
| 1969–70 (detalhes)               | Murray Herriott                                      | ?                                                    | ?                                                    |
| 1970–76                          | Não houve disputa do individual masculino            | Não houve disputa do individual masculino            | Não houve disputa do individual masculino            |
| 1976–77 (detalhes)               | Richard Bates                                        | ?                                                    | ?                                                    |
| 1977–78 (detalhes)               | John Walkingshaw                                     | ?                                                    | ?                                                    |
| 1978–79 (detalhes)               | John Walkingshaw                                     | ?                                                    | ?                                                    |
| 1979–80 (detalhes)               | John Walkingshaw                                     | ?                                                    | ?                                                    |
| 1980–81 (detalhes)               | John Walkingshaw                                     | ?                                                    | ?                                                    |
| 1981–82 (detalhes)               | John Walkingshaw                                     | ?                                                    | ?                                                    |
| 1982–83 (detalhes)               | John Walkingshaw                                     | ?                                                    | ?                                                    |
| 1983–85                          | Não houve disputa do individual masculino            | Não houve disputa do individual masculino            | Não houve disputa do individual masculino            |
| 1985–86 (detalhes)               | Christopher Blong                                    | ?                                                    | ?                                                    |
| 1986–87 (detalhes)               | Christopher Blong                                    | ?                                                    | ?                                                    |
| 1987–88 (detalhes)               | Christopher Blong                                    | ?                                                    | ?                                                    |
| 1988–89                          | Não houve disputa do individual masculino            | Não houve disputa do individual masculino            | Não houve disputa do individual masculino            |
| 1989–90 (detalhes)               | Christopher Blong                                    | ?                                                    | ?                                                    |
| 1990–91 (detalhes)               | Christopher Blong                                    | ?                                                    | ?                                                    |
| 1991–92 (detalhes)               | Christopher Blong                                    | ?                                                    | ?                                                    |
| 1992–93                          | Não houve competição                                 | Não houve competição                                 | Não houve competição                                 |
| 1998–99 (detalhes)               | Ricky Cockerill                                      | ?                                                    | ?                                                    |
| Queenstown 1999–00 (detalhes)    | Ricky Cockerill                                      | nenhum outro competidor                              | nenhum outro competidor                              |
| Auckland 2000–01 (detalhes)      | Ricky Cockerill                                      | Simon Thode                                          | nenhum outro competidor                              |
| Christchurch 2001–02 (detalhes)  | Ricky Cockerill                                      | nenhum outro competidor                              | nenhum outro competidor                              |
| Gore 2002–03 (detalhes)          | Ricky Cockerill                                      | nenhum outro competidor                              | nenhum outro competidor                              |
| Auckland 2003–04 (detalhes)      | Ricky Cockerill                                      | Tristan Thode                                        | Joel Watson                                          |
| Queenstown 2004–05 (detalhes)    | Ricky Cockerill                                      | Joel Watson                                          | Tristan Thode                                        |
| Dunedin 2005–06 (detalhes)       | Tristan Thode                                        | Joel Watson                                          | Mathieu Wilson                                       |
| Auckland 2006–07 (detalhes)      | Joel Watson                                          | Tristan Thode                                        | Mathieu Wilson                                       |
| Christchurch 2007–08 (detalhes)  | Tristan Thode                                        | Joel Watson                                          | Mathieu Wilson                                       |
| Gore 2008–09 (detalhes)          | Tristan Thode                                        | Mathieu Wilson                                       | Cameron Hems                                         |
| Auckland 2009–10 (detalhes)      | Cameron Hems                                         | nenhum outro competidor                              | nenhum outro competidor                              |
| Dunedin 2010–11 (detalhes)       | Cameron Hems                                         | nenhum outro competidor                              | nenhum outro competidor                              |
| Gore 2011–12 (detalhes)          | Cameron Hems                                         | Chris Boyd                                           | nenhum outro competidor                              |
| Auckland 2012–13 (detalhes)      | Cameron Hems                                         | nenhum outro competidor                              | nenhum outro competidor                              |
| Dunedin 2013–14 (detalhes)       | Mathieu Wilson                                       | nenhum outro competidor                              | nenhum outro competidor                              |
| 2014–17                          | Não houve disputa do individual masculino            | Não houve disputa do individual masculino            | Não houve disputa do individual masculino            |

### Individual feminino
| Evento                           | Ouro                                                 | Prata                                                | Bronze                                               |
| Manorburn Dam 1939–40 (detalhes) | Sadie Cameron                                        | ?                                                    | ?                                                    |
| 1940–46                          | Não houve competição devido a Segunda Guerra Mundial | Não houve competição devido a Segunda Guerra Mundial | Não houve competição devido a Segunda Guerra Mundial |
| 1946–47 (detalhes)               | Janet Richards                                       | ?                                                    | ?                                                    |
| 1947–48 (detalhes)               | Penelope Barker                                      | ?                                                    | ?                                                    |
| 1948–49 (detalhes)               | Corinne Gilkison                                     | ?                                                    | ?                                                    |
| 1949–50 (detalhes)               | Shirley Buchanan                                     | ?                                                    | ?                                                    |
| 1950–51 (detalhes)               | Shirley Buchanan                                     | ?                                                    | ?                                                    |
| 1951–52 (detalhes)               | Joy Stewart                                          | ?                                                    | ?                                                    |
| 1952–53 (detalhes)               | Joy Stewart                                          | ?                                                    | ?                                                    |
| 1953–54 (detalhes)               | Susan Grigg                                          | ?                                                    | ?                                                    |
| 1954–55 (detalhes)               | Lynne Withey                                         | ?                                                    | ?                                                    |
| 1955–56 (detalhes)               | Lynne Withey                                         | ?                                                    | ?                                                    |
| 1956–57 (detalhes)               | Rona Dickson                                         | ?                                                    | ?                                                    |
| 1957–58 (detalhes)               | Joan Walker                                          | ?                                                    | ?                                                    |
| 1958–59 (detalhes)               | Joan Walker                                          | ?                                                    | ?                                                    |
| 1959–60 (detalhes)               | Lynne McDonald                                       | ?                                                    | ?                                                    |
| 1960–61 (detalhes)               | Sandra Jack                                          | ?                                                    | ?                                                    |
| 1961–62 (detalhes)               | Sandra Jack                                          | ?                                                    | ?                                                    |
| 1962–63 (detalhes)               | Wendy Grafton                                        | ?                                                    | ?                                                    |
| 1963–64 (detalhes)               | Wendy Grafton                                        | ?                                                    | ?                                                    |
| 1964–65 (detalhes)               | Shirley Bayne                                        | ?                                                    | ?                                                    |
| 1965–66 (detalhes)               | Wendy Grafton                                        | ?                                                    | ?                                                    |
| 1966–67 (detalhes)               | Wendy Grafton                                        | ?                                                    | ?                                                    |
| 1967–68 (detalhes)               | Susan Hoseit                                         | ?                                                    | ?                                                    |
| 1968–69 (detalhes)               | Jeanne Wyatt                                         | ?                                                    | ?                                                    |
| 1969–70 (detalhes)               | Jeanne Begej                                         | ?                                                    | ?                                                    |
| 1970–71 (detalhes)               | Gay Le Comte                                         | ?                                                    | ?                                                    |
| 1971–72 (detalhes)               | Gay Le Comte                                         | ?                                                    | ?                                                    |
| 1972–73 (detalhes)               | Gay Le Comte                                         | ?                                                    | ?                                                    |
| 1973–74 (detalhes)               | Gay Le Comte                                         | ?                                                    | ?                                                    |
| 1974–75 (detalhes)               | Gay Le Comte                                         | ?                                                    | ?                                                    |
| 1975–76 (detalhes)               | Gay Le Comte                                         | ?                                                    | ?                                                    |
| 1976–77                          | Não houve disputa do individual feminino             | Não houve disputa do individual feminino             | Não houve disputa do individual feminino             |
| 1977–78 (detalhes)               | Katie Symmonds                                       | ?                                                    | ?                                                    |
| 1978–79 (detalhes)               | Katie Symmonds                                       | ?                                                    | ?                                                    |
| 1979–80 (detalhes)               | Denyse Adam                                          | ?                                                    | ?                                                    |
| 1980–81 (detalhes)               | Denyse Adam                                          | ?                                                    | ?                                                    |
| 1981–82 (detalhes)               | Denyse Adam                                          | ?                                                    | ?                                                    |
| 1982–83 (detalhes)               | Kathy Lindsay                                        | ?                                                    | ?                                                    |
| 1983–84 (detalhes)               | Denyse Adam                                          | ?                                                    | ?                                                    |
| 1984–85 (detalhes)               | Denyse Adam                                          | ?                                                    | ?                                                    |
| 1985–86 (detalhes)               | Jane Clifford                                        | ?                                                    | ?                                                    |
| 1986–87 (detalhes)               | Carey Shepherd                                       | ?                                                    | ?                                                    |
| 1987–88 (detalhes)               | Rosanna Blong                                        | ?                                                    | ?                                                    |
| 1988–89 (detalhes)               | Justine Brownlee                                     | ?                                                    | ?                                                    |
| 1989–90 (detalhes)               | Rosanna Blong                                        | ?                                                    | ?                                                    |
| 1990–91 (detalhes)               | Rosanna Blong                                        | ?                                                    | ?                                                    |
| 1991–92 (detalhes)               | Rosanna Blong                                        | ?                                                    | ?                                                    |
| 1992–93                          | Não houve competição                                 | Não houve competição                                 | Não houve competição                                 |
| 1993–94 (detalhes)               | Heather Nye                                          | ?                                                    | ?                                                    |
| 1994–95 (detalhes)               | Heather Nye                                          | ?                                                    | ?                                                    |
| 1995–96 (detalhes)               | Heather Nye                                          | ?                                                    | ?                                                    |
| 1996–97 (detalhes)               | Rachel Fisher                                        | ?                                                    | ?                                                    |
| 1997–98 (detalhes)               | Philippa Rawlins                                     | ?                                                    | ?                                                    |
| 1998–99 (detalhes)               | Imelda-Rose Hegerty                                  | ?                                                    | ?                                                    |
| Queenstown 1999–00 (detalhes)    | Imelda-Rose Hegerty                                  | nenhuma outra competidora                            | nenhuma outra competidora                            |
| Auckland 2000–01 (detalhes)      | Dirke O'Brien Baker                                  | Imelda-Rose Hegerty                                  | nenhuma outra competidora                            |
| Christchurch 2001–02 (detalhes)  | Imelda-Rose Hegerty                                  | nenhuma outra competidora                            | nenhuma outra competidora                            |
| Gore 2002–03 (detalhes)          | Imelda-Rose Hegerty                                  | nenhuma outra competidora                            | nenhuma outra competidora                            |
| Auckland 2003–04 (detalhes)      | Aslihan Aydin                                        | nenhuma outra competidora                            | nenhuma outra competidora                            |
| Queenstown 2004–05 (detalhes)    | Morgan Figgins                                       | Vicky Kuo                                            | Rachel Fisher                                        |
| Dunedin 2005–06 (detalhes)       | Morgan Figgins                                       | Vicky Kuo                                            | Aslihan Aydin                                        |
| Auckland 2006–07 (detalhes)      | Morgan Figgins                                       | Caitlin Haynes                                       | nenhuma outra competidora                            |
| Christchurch 2007–08 (detalhes)  | Alexandra Rout                                       | Morgan Figgins                                       | Caitlin Haynes                                       |
| Gore 2008–09 (detalhes)          | Alexandra Rout                                       | Morgan Figgins                                       | nenhuma outra competidora                            |
| Auckland 2009–10 (detalhes)      | Alexandra Rout                                       | Caitlyn Paul                                         | Elizabeth O'Neill                                    |
| Dunedin 2010–11 (detalhes)       | Samantha Waugh                                       | Morgan Figgins                                       | Laura Mills                                          |
| Gore 2011–12 (detalhes)          | Morgan Figgins                                       | Millie Campbell                                      | Melissa Morris                                       |
| Auckland 2012–13 (detalhes)      | Morgan Templeton                                     | Melissa Morris                                       | Elizabeth O'Neill                                    |
| Dunedin 2013–14 (detalhes)       | Sarah MacGibbon                                      | Elizabeth O'Neill                                    | Jessie Park                                          |
| Dunedin 2014–15 (detalhes)       | Allie Rout                                           | Morgan Templeton                                     | Jessinta Martin                                      |
| Auckland 2015–16 (detalhes)      | Allie Rout                                           | Sarah MacGibbon                                      | nenhuma outra competidora                            |
| Christchurch 2016–17 (detalhes)  | Allie Rout                                           | Preeya Laud                                          | Sarah MacGibbon                                      |

### Duplas
| Evento                     | Ouro                           | Prata                       | Bronze                      |
| 1946–47 (detalhes)         | Brian Tufnail Janet Richards   | ?                           | ?                           |
| 1947–48 (detalhes)         | Brian Tufnail Corinne Gilkison | ?                           | ?                           |
| 1948–49 (detalhes)         | Brian Tufnail Corinne Gilkison | ?                           | ?                           |
| 1949–50 (detalhes)         | Tom Grigg Rosemary Murray      | ?                           | ?                           |
| 1950–51 (detalhes)         | Tom Grigg Shirley Buchanan     | ?                           | ?                           |
| 1951–52 (detalhes)         | Tom Grigg Joy Stewart          | ?                           | ?                           |
| 1952–53 (detalhes)         | Tom Grigg Shirley Buchanan     | ?                           | ?                           |
| 1953–54 (detalhes)         | Tom Grigg Susan Grigg          | ?                           | ?                           |
| 1954–55 (detalhes)         | Ivan McDonald Lynn McDonald    | ?                           | ?                           |
| 1955–56 (detalhes)         | Ivan McDonald Lynn McDonald    | ?                           | ?                           |
| 1956–57 (detalhes)         | Ivan McDonald Lynn McDonald    | ?                           | ?                           |
| 1957–58 (detalhes)         | John Dowling Lynne Withey      | ?                           | ?                           |
| 1958–59 (detalhes)         | Ivan McDonald Lynn McDonald    | ?                           | ?                           |
| 1959–60 (detalhes)         | Ivan McDonald Lynn McDonald    | ?                           | ?                           |
| 1960–61 (detalhes)         | John Dowling Ann Dowling       | ?                           | ?                           |
| 1961–62 (detalhes)         | Ivan McDonald Wendy Grafton    | ?                           | ?                           |
| 1962–63 (detalhes)         | Ivan McDonald Wendy Grafton    | ?                           | ?                           |
| 1963–64 (detalhes)         | Gerry Glover Shirley Bayne     | ?                           | ?                           |
| 1964–65 (detalhes)         | Gerry Glover Shirley Bayne     | ?                           | ?                           |
| 1965–66 (detalhes)         | Leslie Coxon Lesley Anderson   | ?                           | ?                           |
| 1966–67 (detalhes)         | Leslie Coxon Lesley Anderson   | ?                           | ?                           |
| 1967–68 (detalhes)         | Leslie Coxon Judy Farr         | ?                           | ?                           |
| 1968–69 (detalhes)         | Leslie Coxon Judy Farr         | ?                           | ?                           |
| 1969–70 (detalhes)         | Kelvin Nicolle Petricia Browne | ?                           | ?                           |
| 1970–74                    | Não houve disputa de duplas    | Não houve disputa de duplas | Não houve disputa de duplas |
| 1974–75 (detalhes)         | Grant Walker Julie Clarke      | ?                           | ?                           |
| 1975–76 (detalhes)         | Alan Brennock Ann Brennock     | ?                           | ?                           |
| 1976–77 (detalhes)         | Grant Walker Julie Clarke      | ?                           | ?                           |
| 1977–78 (detalhes)         | Alan Brennock Ann Brennock     | ?                           | ?                           |
| 1978–10                    | Não houve disputa de duplas    | Não houve disputa de duplas | Não houve disputa de duplas |
| Dunedin 2010–11 (detalhes) | Ariel Nadas Grant Howie        | nenhum outro competidor     | nenhum outro competidor     |
| Gore 2011–12 (detalhes)    | Ariel Nadas Grant Howie        | nenhum outro competidor     | nenhum outro competidor     |
| 2012–17                    | Não houve disputa de duplas    | Não houve disputa de duplas | Não houve disputa de duplas |

### Dança no gelo
| Evento                     | Ouro                               | Prata                              | Bronze                             |
| 1946–47 (detalhes)         | Brian Tufnail Janet Richards       | ?                                  | ?                                  |
| 1947–48 (detalhes)         | Brian Tufnail Corinne Gilkison     | ?                                  | ?                                  |
| 1948–49 (detalhes)         | Brian Tufnail Corinne Gilkison     | ?                                  | ?                                  |
| 1949–50 (detalhes)         | Keith Butters Sue Grigg            | ?                                  | ?                                  |
| 1950–51 (detalhes)         | Tom Grigg Shirley Buchanan         | ?                                  | ?                                  |
| 1951–52 (detalhes)         | Tom Grigg Joy Stewart              | ?                                  | ?                                  |
| 1952–53 (detalhes)         | Tom Grigg Sue Grigg                | ?                                  | ?                                  |
| 1953–54 (detalhes)         | Tom Grigg Sue Grigg                | ?                                  | ?                                  |
| 1954–55 (detalhes)         | Keese Stikkelman Rona Dickson      | ?                                  | ?                                  |
| 1955–56 (detalhes)         | Ivan McDonald Lynn McDonald        | ?                                  | ?                                  |
| 1956–57 (detalhes)         | Ivan McDonald Lynn McDonald        | ?                                  | ?                                  |
| 1957–58 (detalhes)         | Ivan McDonald Lynn McDonald        | ?                                  | ?                                  |
| 1958–59 (detalhes)         | John Dowling Ann Dowling           | ?                                  | ?                                  |
| 1959–60 (detalhes)         | John Dowling Ann Dowling           | ?                                  | ?                                  |
| 1960–61 (detalhes)         | John Dowling Ann Dowling           | ?                                  | ?                                  |
| 1961–62 (detalhes)         | Ivan McDonald Wendy Grafton        | ?                                  | ?                                  |
| 1962–63 (detalhes)         | Ivan McDonald Wendy Grafton        | ?                                  | ?                                  |
| 1963–64 (detalhes)         | Ivan McDonald Wendy Grafton        | ?                                  | ?                                  |
| 1964–65                    | Não houve disputa de dança no gelo | Não houve disputa de dança no gelo | Não houve disputa de dança no gelo |
| 1965–66 (detalhes)         | Gerry Glover Wendy Grafton         | ?                                  | ?                                  |
| 1966–67 (detalhes)         | Ivan McDonald Wendy Grafton        | ?                                  | ?                                  |
| 1967–68                    | Não houve disputa de dança no gelo | Não houve disputa de dança no gelo | Não houve disputa de dança no gelo |
| 1968–69 (detalhes)         | Ivan McDonald Christine Besley     | ?                                  | ?                                  |
| 1969–70 (detalhes)         | Don Hewinson Pamela Hewinson       | ?                                  | ?                                  |
| 1970–71                    | Não houve disputa de dança no gelo | Não houve disputa de dança no gelo | Não houve disputa de dança no gelo |
| 1971–72 (detalhes)         | Ivan McDonald Christine Wadsworth  | ?                                  | ?                                  |
| 1972–73 (detalhes)         | Ivan McDonald Wendy Grafton        | ?                                  | ?                                  |
| 1973–74 (detalhes)         | Alan Brennock Ann Brennock         | ?                                  | ?                                  |
| 1974–75 (detalhes)         | Alan Brennock Ann Brennock         | ?                                  | ?                                  |
| 1975–76 (detalhes)         | Alan Wild Janna Greene             | ?                                  | ?                                  |
| 1976–77 (detalhes)         | Alan Wild Janna Greene             | ?                                  | ?                                  |
| 1977–78 (detalhes)         | Alan Brennock Ann Brennock         | ?                                  | ?                                  |
| 1978–79 (detalhes)         | Alan Brennock Ann Tranter          | ?                                  | ?                                  |
| 1979–80 (detalhes)         | Alan Brennock Ann Tranter          | ?                                  | ?                                  |
| 1980–81 (detalhes)         | Alan Brennock Ann Tranter          | ?                                  | ?                                  |
| 1981–84                    | Não houve disputa de dança no gelo | Não houve disputa de dança no gelo | Não houve disputa de dança no gelo |
| 1984–85 (detalhes)         | Chris Laurie Clare Shave           | ?                                  | ?                                  |
| 1985–86                    | Não houve disputa de dança no gelo | Não houve disputa de dança no gelo | Não houve disputa de dança no gelo |
| 1986–87 (detalhes)         | Kelvin Nicolle Denise Borcoskie    | ?                                  | ?                                  |
| 1987–97                    | Não houve disputa de dança no gelo | Não houve disputa de dança no gelo | Não houve disputa de dança no gelo |
| 1997–98 (detalhes)         | Kirsty McDonald Christopher Street | ?                                  | ?                                  |
| 1998–13                    | Não houve disputa de dança no gelo | Não houve disputa de dança no gelo | Não houve disputa de dança no gelo |
| Dunedin 2013–14 (detalhes) | Ayesha Campbell Shane Speden       | nenhum outro competidor            | nenhum outro competidor            |
| 2014–17                    | Não houve disputa de dança no gelo | Não houve disputa de dança no gelo | Não houve disputa de dança no gelo |